# Подвисоке (Підляське воєводство)
Подвисоке (пол. Podwysokie) — село в Польщі, у гміні Рачки Сувальського повіту Підляського воєводства.
Населення — 73 особи (2011).
У 1975-1998 роках село належало до Сувальського воєводства.

## Демографія
Демографічна структура станом на 31 березня 2011 року:
|          | Загалом | Допрацездатний вік | Працездатний вік | Постпрацездатний вік |
| -------- | ------- | ------------------ | ---------------- | -------------------- |
| Чоловіки | 37      | 9                  | 20               | 8                    |
| Жінки    | 36      | 7                  | 18               | 11                   |
| Разом    | 73      | 16                 | 38               | 19                   |